# Rautatientori Station
Rautatientori Station (finsk: Rautatientorin metroasema, svensk: Järnvägstorgets metrostation) er en station på Helsinkis metro i  området Kluuvi i Helsinki. Den ligger lige under Helsinki  Hovedbanegård og åbnede 1. juli 1982. 
Stationen er metroens største og travleste med 54.000 passagerer om dagen (2024). Den er tegnet af arkitektkontoret Björkstam-Heino-Kostiainen og ligger kun 487 meter fra Kamppi og 597 meter fra Helsingin yliopisto (Helsinki Universitet).
Rulletrappen ned til stationen er udsmykket med verket Linjat af Jouko Christiansson og stationens vægge er udsmykkede med keramik af Terhi Juurinen og Riitta Pensanen. I nærheden af elevatorerna er der en installation fra 2007 af Sanna Karlsson-Sutisna.